# دنیا (آلیکانته)
دِنیا (به اسپانیایی: Deni) دهستانی در استان آلیکانتهٔ اسپانیا است.
در این دهستان ۴۴٬۴۶۴ نفر زندگی می‌کنند. مساحت این دهستان ۶۶٫۴۹ کیلومتر مربع است.